# توماس رود
توماس رود (بالدنماركية: Thomas Rohde)‏ هو لاعب كرة قدم دنماركي في مركز الهجوم، ولد في 19 نوفمبر 1999. لعب مع نادي هورسينس.

## وصلات خارجية
- توماس رود على موقع قاعدة بيانات كرة القدم.إي يو (الإنجليزية)
- توماس رود على موقع Soccerway.com (الإنجليزية)